# Milioner (singel)
Milioner – singel polskiego piosenkarza Kubańczyka z jego czwartego albumu studyjnego, zatytułowanego W zeszłym roku, powstały przy gościnnym udziale polskiego rapera Mr. Polska. Singel został wydany 31 maja 2023.
Nagranie otrzymało w Polsce status złotego singla, przekraczając liczbę 25 tysięcy sprzedanych kopii.

## Geneza utworu i historia wydania
Piosenka została napisana i skomponowana przez Dominika Czajkę-Groot i Jakuba Flasa, który również odpowiada za produkcję utworu.
Singel ukazał się w formacie digital download 31 maja 2023 w Polsce wydaniem własnym w dystrybucji Universal Music Polska. Piosenka została umieszczona na czwartym albumie studyjnym Kubańczyka – W zeszłym roku.

## Teledysk
Do utworu powstał teledysk w reżyserii  MzQ Media, który udostępniono 2 czerwca 2023 za pośrednictwem serwisu YouTube.

## Lista utworów
- Digital download[2]

1. „Milioner” – 2:53

## Notowania

### Pozycja na liście sprzedaży
| Kraj   | Lista (2023)             | Najwyższa pozycja |
| ------ | ------------------------ | ----------------- |
| Polska | OLiS – single w streamie | 55                |

## Certyfikaty
| Kraj          | Certyfikat  | Sprzedaż |
| ------------- | ----------- | -------- |
| Polska (ZPAV) | złota płyta | 25 000+  |